# Maksim Belkov
Maksim Igorevitsj Belkov (Russisch: Максим Игоревич Бельков) (Izjevsk, 9 januari 1985) is een Russisch voormalig wielrenner.

## Biografie
Maksim Belkov werd in 2009 professional bij ISD-Neri, waar hij ploegmaat was van onder anderen Italiaans kampioen Giovanni Visconti en Roeslan Pidhorny. Samen met zijn ploeg won hij in de Brixia Tour van 2010 de ploegentijdrit, net als het jaar ervoor het geval was in de Internationale Wielerweek. In Nederland gaf hij een goede indruk in de Delta Tour Zeeland, waarin hij tiende werd in de rit naar Goes. Het leverde Belkov uiteindelijk een elfde plek in de eindstand op.
Bij de beloften was Belkov nationaal en Europees kampioen tijdrijden. In de Ronde van Italië van 2013 won hij de negende etappe.

## Belangrijkste overwinningen
2006
 Russisch kampioen tijdrijden, Beloften
Gran Premio Industria e Commercio di San Vendemiano
2007
 Europees kampioen tijdrijden, Beloften
2009
1e etappe deel B Internationale Wielerweek (ploegentijdrit)
2010
1e etappe Brixia Tour (ploegentijdrit)
2013
1e etappe deel B Internationale Wielerweek (ploegentijdrit)
9e etappe Ronde van Italië
3e etappe Tour des Fjords (ploegentijdrit)
2014
Bergklassement Ronde van Oostenrijk
2015
Berg- en puntenklassement Ronde van Romandië

## Resultaten in voornaamste wedstrijden
| Jaar | Ronde van Italië | Ronde van Frankrijk | Ronde van Spanje |
| ---- | ---------------- | ------------------- | ---------------- |
| 2009 |                  |                     |                  |
| 2010 |                  |                     |                  |
| 2011 | 101e             |                     |                  |
| 2012 |                  |                     |                  |
| 2013 | buiten tijd (1)  |                     |                  |
| 2014 | 90e              |                     |                  |
| 2015 | 102e             |                     |                  |
| 2016 | 114e             |                     |                  |
| 2017 | 125e             |                     | 134e             |
| 2018 | 127e             |                     |                  |

| Jaar | Milaan-San Remo | Luik-Bast.‑Luik | Ronde van Lombardije | Clásica San Sebastián | Parijs-Tours |  | WK op de weg |  | Wereldranglijsten |
| ---- | --------------- | --------------- | -------------------- | --------------------- | ------------ |  | ------------ |  | ----------------- |
| 2009 | opgave          |                 |                      |                       |              |  |              |  |                   |
| 2010 |                 |                 |                      |                       |              |  |              |  |                   |
| 2011 |                 |                 |                      | opgave                |              |  |              |  |                   |
| 2012 |                 |                 |                      |                       |              |  |              |  |                   |
| 2013 | 120e            |                 |                      |                       | 145e         |  |              |  | 135e (UWT)        |
| 2014 |                 |                 |                      |                       |              |  |              |  |                   |
| 2015 |                 | opgave          |                      |                       |              |  |              |  | 210e (UWT)        |
| 2016 |                 |                 |                      |                       | opgave       |  | opgave       |  |                   |
| 2017 | 189e            |                 | opgave               |                       |              |  | opgave       |  |                   |
| 2018 | 153e            | opgave          |                      |                       |              |  |              |  |                   |

## Ploegen
- 2009 –  ISD-Neri
- 2010 –  ISD-Neri
- 2011 –  Vacansoleil-DCM Pro Cycling Team
- 2012 –  Katjoesja Team
- 2013 –  Katjoesja Team
- 2014 –  Team Katjoesja
- 2015 –  Team Katjoesja
- 2016 –  Team Katjoesja
- 2017 –  Team Katjoesja Alpecin
- 2018 –  Team Katjoesja Alpecin

Wielerploegen van Maksim Belkov
Anzà ·
Belkov ·
Božič ·
Carrara · 
De Gendt · 
Devolder · 
Feillu · 
Gardeyn ·
Gołaś · 
Hoogerland ·
Keizer ·
Lagoetin ·
van Leijen · 
Leukemans ·
Ligthart ·
Marcato ·
Mol ·
Mosquera · 
Mouris ·
Ongarato · 
Pavarin ·
Pidhorny ·
Poels ·
Riccò (tot 25/04) ·
Ruijgh ·
Selvaggi · 
Veuchelen · 
Westra ·
Lindeman (stagiair) ·
Markus (stagiair) · 
Wauters (stagiair) 
Belkov · 
Broett · 
Caruso ·
Florencio ·
Freire ·
Galimzjanov (tot 15/04) ·
Goesev ·
Haller ·
Horrach · 
Ignatenko · 
Ignatjev · 
Isajtsjev ·
Koetsjynski ·
Kolobnev ·
Kristoff ·
Kritski ·
Losada · 
Mensjov ·
Moreno ·   
Paolini · 
Porsev ·  
Rodríguez · 
Selig ·
Smukulis · 
Špilak · 
Tsatevitsj · 
Trofimov ·
Vantomme ·
Vicioso · 
Vorganov ·
Koeznetsov (stagiair) ·
Vorobjov (stagiair) ·
Zakarin (stagiair)
Belkov · 
Broett · 
Caruso ·
Florencio ·
Goesev ·
Haller · 
Ignatenko · 
Ignatjev · 
Isajtsjev ·
Koetsjynski ·
Koeznetsov ·
Kolobnev ·
Kozontsjoek ·
Kristoff ·
Kritski ·
Losada · 
Mensjov (tot 19/05) ·
Moreno ·   
Paolini · 
Porsev ·  
Rodríguez · 
Selig ·
Smukulis · 
Špilak · 
Tsatevitsj · 
Tsjernetski ·
Trofimov ·
Vicioso · 
Vorganov ·
Vorobjov ·
Antonov (stagiair) ·
Razoemov (stagiair) ·
Nikolajev (stagiair) 
Belkov · Broett · Caruso · Goesev · Haller · Ignatenko · Ignatjev · Isajtsjev · Koetsjynski · Koeznetsov · Kolobnev · Kotsjetkov · Kozontsjoek · Kristoff · Losada · Moreno · Paolini · Porsev · Rodríguez · Rybakov · Selig · Silin · Smukulis ·  Špilak · Trofimov · Tsatevitsj · Tsjernetski · Vicioso · Vorganov · Vorobjov · Bystrøm (stagiair)
Belkov · Bystrøm · Caruso · Guarnieri · Haller · Isajtsjev · Koeznetsov · Kolobnev · Kotsjetkov · Kozontsjoek · Kristoff · Lagoetin · Losada · Machado · Moreno · Paolini · Porsev · Rodríguez · Selig · Silin · Smukulis ·  Špilak · Trofimov · Tsatevitsj · Tsjernetski · Vicioso · Vorganov · Vorobjov · Zakarin · Politt (stagiair) · Restrepo (stagiair)
Belkov · Bystrøm · Guarnieri · Haller · Isajtsjev · Koeznetsov · Kotsjetkov · Kozontsjoek · Kristoff · Lagoetin · Losada · Machado · Mamykin · Mørkøv · Politt · Porsev · Restrepo · Rodríguez · Silin · Špilak · Taaramäe · Tsatevitsj · Tsjernetski · Van den Broeck · Vicioso · Vorganov · Vorobjov · Zakarin · Maes (stagiair)
Belkov · Biermans · Bystrøm · Gonçalves · Haller · Hollenstein · Kišerlovski · Koeznetsov · Kotsjetkov · Kristoff  · Lammertink · Losada · Machado · Mamykin · Martin   · Mathis · Mørkøv · Planckaert · Politt · Restrepo · Špilak · Taaramäe · Vicioso · Würtz Schmidt · Zabel · Zakarin · Havik (stagiair)
Belkov · Biermans · Boswell · Cras · Dowsett · Fabbro · Gonçalves · Haas · Haller · Hollenstein · Kittel · Kišerlovski · Koeznetsov · Kotsjetkov · Lammertink · Machado · Martin · Mathis · Planckaert · Politt · Restrepo · Smit · Špilak · Würtz Schmidt · Zabel · Zakarin